# Farmville (Carolina do Norte)
Farmville é uma cidade  localizada no estado norte-americano de Carolina do Norte, no Condado de Pitt.

## Demografia
Segundo o censo norte-americano de 2000, a sua população era de 4302 habitantes.
Em 2006, foi estimada uma população de 4538, um aumento de 236 (5.5%).

## Geografia
De acordo com o United States Census Bureau tem uma área de
8,0 km², dos quais 8,0 km² cobertos por terra e 0,0 km² cobertos por água. Farmville localiza-se a aproximadamente 23 m acima do nível do mar.

## Localidades na vizinhança
O diagrama seguinte representa as localidades num raio de 20 km ao redor de Farmville.